# Brendan Perlini
Brendan Perlini, född 27 april 1996, är en kanadensisk-brittisk professionell ishockeyforward som spelar för Chicago Blackhawks i NHL.
Han har tidigare spelat på NHL-nivå för Arizona Coyotes och på lägre nivåer för Tucson Roadrunners och Portland Pirates i AHL och Barrie Colts och Niagara Icedogs i OHL.

## Spelarkarriär

### NHL

#### Arizona Coyotes
Perlini draftades i första rundan i 2014 års draft av Arizona Coyotes som tolfte spelare totalt.

#### Chicago Blackhawks
Brendan Perlini tradades tillsammans med Dylan Strome till Chicago Blackhawks den 25 november 2018 i utbyte mot Nick Schmaltz.

## Privatliv
Brendan Perlini är son till den före detta ishockeyspelaren Fred Perlini som spelade för Toronto Maple Leafs mellan 1981 och 1984.

## Statistik
| 2009–2010  | Soo Greyhounds     |            | 18  | 19 | 15 | 34  | 12 |    | —  | —  | —  | —  |
| 2010–2011  | Belle Tire         | T1EHL      | 31  | 18 | 17 | 35  | 17 |    | —  | —  | —  | —  |
| 2011–2012  | Belle Tire         | T1EHL      | 40  | 21 | 23 | 44  | 20 | 7  | 4  | 3  | 7  | 4  |
| 2012–2013  | Barrie Colts       | OHL        | 32  | 1  | 1  | 2   | 4  | —  | —  | —  | —  | —  |
|            | Niagara Icedogs    | OHL        | 27  | 7  | 3  | 10  | 4  | 5  | 1  | 2  | 3  | 4  |
| 2013–2014  | Niagara Icedogs    | OHL        | 58  | 34 | 37 | 71  | 36 | 7  | 0  | 1  | 1  | 6  |
| 2014–2015  | Niagara Icedogs    | OHL        | 43  | 26 | 34 | 60  | 22 | 11 | 7  | 5  | 12 | 7  |
|            | Portland Pirates   | AHL        | —   | —  | —  | —   | —  | 4  | 1  | 0  | 1  | 0  |
| 2015–2016  | Niagara Icedogs    | OHL        | 57  | 25 | 20 | 45  | 28 | 14 | 6  | 3  | 9  | 9  |
| 2016–2017  | Arizona Coyotes    | NHL        | 57  | 14 | 7  | 21  | 20 | —  | —  | —  | —  | —  |
|            | Tucson Roadrunners | AHL        | 17  | 14 | 5  | 19  | 14 | —  | —  | —  | —  | —  |
| 2017–2018  | Arizona Coyotes    | NHL        | 74  | 17 | 13 | 30  | 28 | —  | —  | —  | —  | —  |
| 2018–2019  | Arizona Coyotes    | NHL        | 22  | 2  | 4  | 6   | 8  | —  | —  | —  | —  | —  |
|            | Chicago Blackhawks | NHL        | —   | —  | —  | —   | —  | —  | —  | —  | —  | —  |
| NHL totalt | NHL totalt         | NHL totalt | 153 | 33 | 24 | 57  | 56 | —  | —  | —  | —  | —  |
| AHL totalt | AHL totalt         | AHL totalt | 17  | 14 | 5  | 19  | 14 | 4  | 1  | 0  | 1  | 0  |
| OHL totalt | OHL totalt         | OHL totalt | 217 | 93 | 95 | 188 | 94 | 37 | 14 | 11 | 25 | 26 |